# 19a edició dels Premis Sant Jordi de Cinematografia
La 19a edició dels Premis Sant Jordi de Cinematografia (aleshores oficialment Premios San Jorge) va tenir lloc el 29 d'abril de 1975, patrocinada pel "Cine Forum" de RNE a Barcelona dirigit per Esteve Bassols Montserrat i Jordi Torras i Comamala. Fou la darrera edició celebrada durant la dictadura franquista.
L'acte de reunió del jurat pel designar els premis es va reunir a Sant Feliu de Guíxols, on aleshores se celebrava un festival de cinema amateur. Hi van estar presents el director general de cinematografia Marciano de la Fuente, el delegat provincial d'informació i turisme Luis Fernández Madrid, el director de RNE i TVE a Barcelona Jorge Arandes, l'alcalde de Sant Feliu de Guíxols Pere Albertí Calzada, a més d'Esteve Bassols i Jordi Torras. Després es van traslladar al Cine Cataluña on es van entregar els premis i es va projectar la pel·lícula Toute une vie de Claude Lelouch.

## Premis Sant Jordi
| Categoria                          | Premiat                          | Labor premiada                                           |
| ---------------------------------- | -------------------------------- | -------------------------------------------------------- |
| Millor pel·lícula espanyola        | La prima Angélica                | Pel·lícula                                               |
| Millor pel·lícula estrenada        | Chinatown                        | Roman Polanski                                           |
| Millor interpretació espanyola     | Concha Velasco                   | Tormento El love feroz o Cuando los hijos juegan al amor |
| Millor interpretació               | Gene Hackman                     | La conversa                                              |
| Millor pel·lícula infantil         | Otra vez salto sobre los charcos | Karel Kachyňa                                            |
| Millor curtmetratge                | El hambre                        | Peter Foldes                                             |
| Menció a la millor sala exhibidora | Cine Cataluña                    | -                                                        |
| Premi a la millor sala especial    | Cine Ars                         | -                                                        |
| Premi Especial del Jurat           | Institut Alemany de Barcelona    | -                                                        |